# 꿈에그린 더 센트럴
꿈에그린 더 센트럴(영어:  DREAM&GREEN The Central )은 대한민국 경기도 오산시 수청동에 위치한 소규모 아파트 단지이다. 2011년에 완공하였다. 3개동, 297세대이다. 원래 처음 명칭은 LH 오산세교 죽미마을 휴먼시아 꿈에그린 11단지이였으나, 다시 오산세교 죽미마을 꿈에그린 11단지 로 변경되었다가, 2021년에 지금의 명칭으로 변경되었다.